# Witków (Jaworzyna Śląska)
Witków (deutsch Wickendorf) ist ein Dorf in der Gmina Jaworzyna Śląska (Königszelt) im Powiat Świdnicki in der Woiwodschaft Niederschlesien in Polen.

## Lage
Witków liegt ca. sechs Kilometer nordwestlich von Swidnica (Schweidnitz). Nachbarorte sind Stary Jaworów (Alt Jauernick) im Norden, Tomkowa (Tunkendorf) im Osten, Milikowice (Arnsdorf) im Süden.

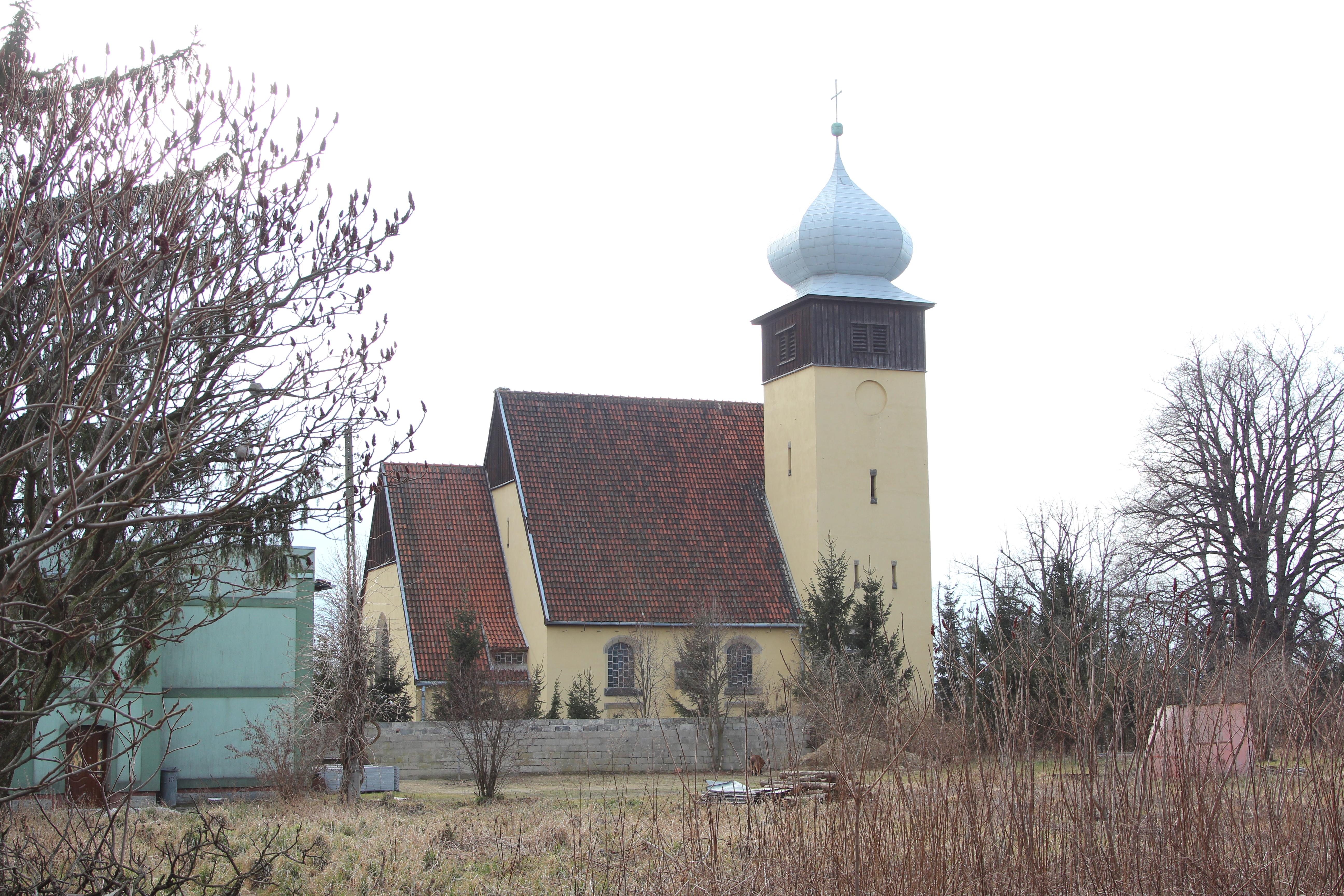
Pfarrkirche von Witkow

## Geschichte
Wickendorf wurde im Zuge der Ostkolonisation von deutschen Siedlern gegründet. Es gehörte zum Herzogtum Schweidnitz, das nach dem Tod des Herzogs Bolko II. 1368 erbrechtlich an Böhmen fiel, wobei Bolkos Witwe Agnes von Habsburg ein lebenslanger Nießbrauch zustand. Beim Eintritt dieses Falls 1392 wurde „Wittchindorff“ erstmals urkundlich erwähnt. 1497 war der Schweidnitzer Patrizier Georg Ungerothen Grundherr von Wickendorf. Im Dreißigjährigen Krieg wurde das Dorf verwüstet. Nach Fertigstellung der Friedenskirche Schweidnitz war es evangelisch zu dieser gepfarrt und katholisch zur Kirche in Arnsdorf. An der Straße von Schweidnitz nach Striegau ließ 1726 der damalige Besitzer von Arnsdorf, Ölse, Jauernick und Wickendorf, Graf von Nimptsch, eine Säule mit dem hl. Johannes Nepomuk und eine weitere mit der hl. Maria errichten.
Nach dem Ersten Schlesischen Krieg 1742 fiel Wickendorf zusammen mit dem größten Teil Schlesiens an Preußen und gehörte danach zum Landkreis Schweidnitz. Von dem Grafen von Nimptsch hatte Arnsdorf und Wickendorf der Bürgermeister von Schweidnitz und preußische Hofrat Gottfried von Kehler erworben. 1785 gehörten sie seinem Sohn Karl von Kehler. 1880 wurde im Ort eine evangelische Schule mit einem Lehrer und 73 Kindern gegründet. 1874 wurde Wickendorf zusammen mit den Landgemeinden Alt Jauernik, Neu Jauernik, Mittel Arnsdorf, Nieder Arnsdorf, Ober Arnsdorf und den gleichnamigen Gutsbezirken in den Amtsbezirk Alt Jauernick eingegliedert. 1895 zählte die Landgemeinde 60 bewohnte Häuser, ein Schulhaus, 103 gewöhnliche Haushaltungen mit 484 Einwohnern, davon 347 evangelisch und 137 katholisch.
1892 wurden Alt Jauernick, Neu Jauernick, Arnsdorf und Wickendorf zur neuen evangelischen Kirchgemeinde Wickendorf zusammengefasst, eine Kirche im Ort wurde jedoch erst 1908/09 erbaut.
Als Folge des Zweiten Weltkriegs fiel Wickendorf 1945 mit dem größten Teil Schlesiens an Polen. Nachfolgend wurde es von der polnischen Administration in Witków umbenannt. Die deutschen Einwohner wurden, so weit sie nicht vorher geflohen waren, vertrieben. Die neu angesiedelten Bewohner waren teilweise Zwangsausgesiedelte aus Ostpolen, das an die Sowjetunion gefallen war. Heute gehört Witków zur Landgemeinde Jaworzyna Śląska.

## Sehenswürdigkeiten
- Katholische Filialkirche Unsere Liebe Frau von Fatima, errichtet 1908/09, ursprünglich evangelisch.